# Aponeurosi
L'aponeurosi o aponevrosi è la sottile fascia fibrosa che ricopre e avvolge il muscolo e va a continuarsi nel tendine, per assicurare al muscolo stesso l'inserzione ossea. L'aponeurosi ha in genere un aspetto lucido, è di colore bianco-argenteo, ed è istologicamente simile ai tendini. Le regioni che presentano aponeurosi spesse sono: la regione addominale ventrale, la regione dorsale e lombare, la regione palmare e quella plantare.

## Composizione
L'aponeurosi è in genere composta da più strati ciascuno con fibre collageniche parallele ma orientate secondo direzioni differenti rispetto ai piani adiacenti, per garantire resistenza alla trazione. Data la sua composizione e ricchezza in fibre collageniche risulta far parte del tessuto connettivo.

## Esempi

### Addominale anteriore

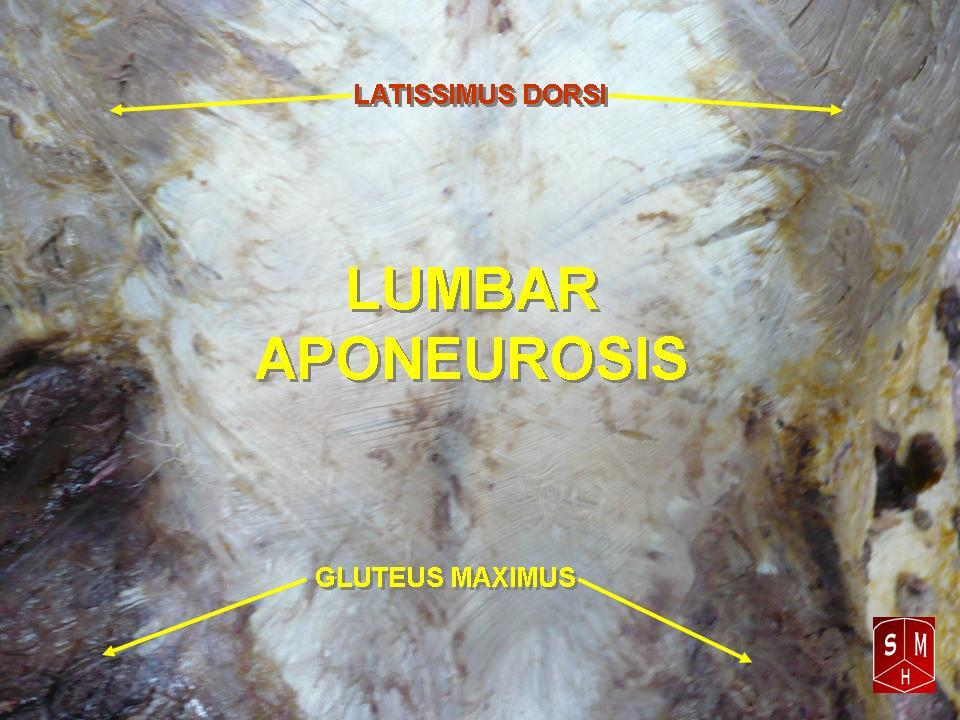
La aponeurosi lombare

Le aponeurosi addominale anteriore si trova sulla parte superiore del muscolo retto addominale. Confina con i muscoli obliqui esterni, i muscoli grande pettorale e piccolo pettorale e il muscolo grande dorsale.

### Lombare posteriore
La aponeurosi lombare posteriore è situata proprio sopra i muscoli estensori delle vertebre toraciche, che sono il muscolo multifido spinale e il sacro-spinale.

### Palmari e plantari e cappuccio degli estensori
Le aponeurosi palmari sono riscontrabili sui palmi delle mani. Si generano per la fusione del tendine palmare lungo con la fascia subcutanea. Si uniscono al legamento trasverso del carpo e ricoprono la muscolatura intera del palmo della mano, vasi e nervi compresi. Il cappuccio degli estensori (o cuffia estensoria) è una particolare aponeurosi localizzata sul dorso delle dita, una sorta di cappuccio triangolare mobile, la cui base poggia sulla articolazione metacarpo-falangea. Le aponeurosi plantari sono invece posizionate sulla faccia plantare del piede. Sono formate da due lamine, una laterale e una mediale. Si estendono dalla tuberosità calcaneare e poi divergono portandosi verso le ossa, i legamenti e il derma della pelle intorno alla parte distale delle ossa metatarsali.

### Fascia (membrana) intercostale anteriore e posteriore
Le membrane o fasce anteriori e posteriori sono aponeurosi intercostali, cioè appunto situate tra le coste. Sono rispettivamente le continuazioni dei muscoli intercostali esterni e interni.

### Del cuoio capelluto
L'aponeurosi del cuoio capelluto (o galea aponeurotica ) è uno strato di tessuto fibroso denso, che ricopre tutta la parte superiore del cranio e che si estende dal muscolo frontale anteriormente fino all'occipitale posteriormente.

## Nei muscoli pennati
Tutti i muscoli pennati, in cui le fibre muscolari sono orientati ad angolo rispetto alla linea di azione (le cui fibre in altre parole sono disposte come le barbe di una piuma rispetto al calamo), in genere hanno due aponeurosi. Le fibre muscolari si collegano le une alle altre, e ciascuna aponeurosi si assottiglia in un tendine che si attacca all'osso all'origine o al sito di inserzione. Come tendini, le aponeurosi dei muscoli pennati possono essere allungate dalle forze di contrazione muscolare, assorbendo l'energia come una molla e restituendola successivamente.